# 山根祥利
山根 祥利（やまね よしかず、1944年 - 2017年8月22日）は、成蹊大学法科大学院客員教授。山根法律総合事務所所長弁護士。

## 経歴
- 1944年 - 広島県生まれ
- 1966年 - 成蹊大学政治経済学部卒業
- 1975年 - 司法試験合格
- 1978年 - 司法修習終了（30期）、弁護士登録（東京弁護士会）
- 1996年 - 最高裁判所司法研修所教官（～1999年）
- 2001年 - 東京弁護士会副会長
- 2003年 - 成蹊大学法学部客員教授
- 2004年 - 成蹊大学法科大学院客員教授

## 所属学会
- 日本法律家協会
- 日本刑事政策研究会
- 日本弁護士連合会法科大学院センター委員（刑事訴訟実務研究会座長）[3]
- 刑法学会